# Hummeln
Hummeln är en sjö i Oskarshamns kommun i Småland och ingår i Viråns huvudavrinningsområde. Sjön är 61 meter djup, har en yta på 5,5 kvadratkilometer och är belägen 54,1 meter över havet. Vid provfiske har en stor mängd fiskarter fångats, bland annat abborre, björkna, braxen och gers.
Sänkan där sjön ligger är en nedslagskrater och meteoritnedslaget ägde rum för 443 till 470 miljoner år sedan.

## Delavrinningsområde
Hummeln ingår i det delavrinningsområde (636090-152653) som SMHI kallar för Utloppet av Hummeln. Medelhöjden är 70 meter över havet och ytan är 32,89 kvadratkilometer. Räknas de 5 avrinningsområdena uppströms in blir den ackumulerade arean 128 kvadratkilometer. Virån som avvattnar avrinningsområdet har biflödesordning 2, vilket innebär att vattnet flödar genom totalt 2 vattendrag innan det når havet efter 20 kilometer. Avrinningsområdet består mestadels av skog (70 procent). Avrinningsområdet har 5,44 kvadratkilometer vattenytor vilket ger det en sjöprocent på 16,5 procent.

## Fisk
Vid provfiske har följande fisk fångats i sjön:
| - Abborre - Björkna - Braxen - Gärs - Gädda - Hornsimpa - Löja | - Mört - Nissöga - Nors - Ruda - Sarv - Siklöja |